# Absolute Garbage
Albums de Garbage
Bleed Like Me
(2005) Not Your Kind of People
(2012)
Absolute Garbage est le titre du premier « best of » du groupe Garbage, sorti le 23 juillet 2007.
Il existe :
- une « édition limitée » comportant deux disques dont le premier regroupe 17 singles du groupe dont 1 inédit + 1 remix et le second 13 titres du groupe remixés par différents DJ's.
- une « édition simple » comportant uniquement le premier disque.
- un DVD regroupant tous les clips du groupe.

Un single, Tell Me Where It Hurts, en a été extrait.

## Titres
Tous les titres ont été écrits et composés par Garbage, hormis Stupid Girl composé par Garbage, Joe Strummer et Mick Jones et The World Is Not Enough composé par Don Black et David Arnold.
- Disque 1

1. Vow – 4:32
2. Queer – 4:37
3. Only Happy When It Rains – 3:47
4. Stupid Girl – 4:18
5. Milk – 3:50
6. #1 Crush (Nellee Hooper Remix) – 4:45
7. Push It – 4:03
8. I Think I'm Paranoid – 3:39
9. Special – 3:47
10. When I Grow Up – 3:24
11. You Look So Fine – 5:22
12. The World Is Not Enough – 3:58
13. Cherry Lips (Go Baby Go!) – 3:13
14. Shut Your Mouth – 3:27
15. Why Do You Love Me – 3:53
16. Bleed Like Me – 4:01
17. Tell Me Where It Hurts – 4:10
18. It's All Over But The Crying (Remix) – 3:49

- Disque 2

1. The World Is Not Enough (UNKLE Remix) – 5:01
2. When I Grow Up (Danny Tenaglia Remix) – 5:23
3. Special (Brothers In Rhythm Remix) – 5:15
4. Breaking Up The Girl (Timo Maas Remix) – 5:19
5. Milk (Massive Attack Remix) – 4:31
6. Cherry Lips (Roger Sanchez Remix) – 5:01
7. Androgyny (Felix Da Housecat Remix) – 5:29
8. Queer (Rabbit In The Moon Remix) – 5:04
9. I Think I'm Paranoid (Crystal Method Remix) – 4:25
10. Stupid Girl (Todd Terry Remix) – 3:47
11. You Look So Fine (Fun Lovin' Criminals Remix) – 3:38
12. Push It (Boom Boom Satellites Remix) – 5:22
13. Bad Boyfriend (Garbage Remix) – 5:04